# Косколь (Успенский сельский округ)
Косколь (каз. Қоскөл) — село в районе Магжана Жумабаева Северо-Казахстанской области Казахстана. Входит в состав Успенского сельского округа. Код КАТО — 593677200.

## География
Расположено между болотами Кос-куль и Киши-куль.

## Население
В 1999 году население села составляло 122 человека (68 мужчин и 54 женщины). По данным переписи 2009 года, в селе проживало 78 человек (38 мужчины и 40 женщин).